# Kotal Camp, Bellary
Kotal Camp là một làng thuộc tehsil Bellary, huyện Bellary, bang Karnataka, Ấn Độ.